# John Turturro
John Michael Turturro (n. 28 februarie 1957) este un actor, scenarist și regizor american cunoscut pentru rolurile din filmele: Do the Right Thing (1989), Război în sânul mafiei (1990), Barton Fink (1991), Quiz Show (1994), The Big Lebowski (1998), O Brother, Where Art Thou? (2000) și seria de filme Transformers. Pentru rolul titular din Barton Fink (regizat de frații Ethan și Joel Coen), Turturro a obținut la Festivalul de Film de la Cannes, Premiul pentru cel mai bun actor.

## Filmografie
- Hannah și surorile ei (1986)
- Stare de grație (1990)
- Război în sânul mafiei (1990)
- Barton Fink (1991)
- Monkeybone (2001), vocea lui Monkeybone
- Al naibii tratament! (2003)